# Amauris niavia
Amauris niavia är en fjärilsart som beskrevs av Jacob Hübner 1816. Amauris niavia ingår i släktet Amauris och familjen praktfjärilar. Inga underarter finns listade i Catalogue of Life.